# David Burt
David Burt (Surrey, 1953) è un attore e cantante inglese, noto soprattutto come interprete di musical.
Ha debuttato nel West End di Londra nel musical Cats, in cui interpretava Munkustrap, a cui sono seguiti: La piccola bottega degli orrori (1983), Les Misérables (Enjolras nel 1985 e Javert tra il 1989 e il 1991), Chess (1987), L'opera del mendicante (1992; candidato al Laurence Olivier Award al miglior attore in un musical), Jesus Christ Superstar (1996), Candide (1999), Closer to Heaven (2001), The Woman in White (2005), Show Boat (2006), Edgar Allan Poe (2009) e Kiss Me, Kate (2012).